# Long Cold Winter
Long Cold Winter – drugi album studyjny amerykańskiego zespołu Cinderella wydany w 1988 roku przez wytwórnię Mercury Records.

## Lista utworów
Źródło
Autorem utworów, jeśli nie podano inaczej, jest Tom Keifer.
1. „Bad Seamstress Blues/Fallin' Apart at the Seams” – 5:23
2. „Gypsy Road” – 4:05
3. „Don't Know What  You Got (Till It's  Gone)” – 5:56
4. „The Last Mile” – 3:25
5. „Second Wind” – 3:57
6. „Long Cold Winter” – 5:22
7. „If You Don't Like It” (Eric Brittingham, Tom Keifer) – 4:13
8. „Coming Home” – 4:55
9. „Fire and Ice” – 3:19
10. „Take Me Back” – 3:16

## Twórcy
Źródło
| Muzycy - Tom Keifer – wokal, gitara, gitara akustyczna, gitara hawajska, harmonijka ustna, instrumenty klawiszowe, produkcja - Jeff LaBar – gitara - Eric Brittingham – gitara basowa, wokal wspierający, produkcja - Jay Levin – gitara stalowa - Rick Criniti – organy Hammonda, pianino, syntezator, wokal wspierający - Kurt Shore – instrumenty klawiszowe - John Webster – instrumenty klawiszowe - Fred Coury – perkusja - Denny Carmassi – perkusja - Cozy Powell – perkusja - Paulinho Da Costa – instrumenty perkusyjne |  | Personel - Andy Johns – producent, realizator nagrań - Michael Barbiero – miksowanie - Steve Thompson – miksowanie - George Cowan – asystent miksu - Thom Cadley – asystent - Ryan Dorn – asystent - Patti Drosins – kierownictwo artystyczne - Michael Bays – kierownictwo artystyczne - Kelly Quan – makijaż - Tim White – zdjęcia - Russell Ward – asystent fotografa |